# Túnel de Lærdal
El túnel de Lærdal (en noruec: Lærdalstunnelen) és un túnel viari de 24,5 km que connecta els municipis de Lærdal i Aurland, al comtat de Sogn og Fjordane, a l'oest de Noruega. Es va construir des del 1995 i es va acabar el 2000. Forma part de la ruta europea E16 entre Oslo i Bergen.
El túnel de Lærdal és el túnel de carretera més llarg del món. Hi ha túnels ferroviaris més llargs com el de Seikan al Japó o l'Eurotúnel entre la Gran Bretanya i França.
El disseny del túnel té en consideració l'estrès mental dels conductors, i inclou tres grans coves distribuïdes pel seu recorregut amb una mida i il·luminació que permeten descansar la vista i trencar la monotonia.